# Wilhelm Kolle
Wilhelm Kolle, född 2 november 1868 i Lerbach vid Osterode am Harz, död 10 maj 1935 i Wiesbaden, var en tysk immunolog.
Kolle var 1893-1906 assistent på Institut für Infektionskrankheiten i Berlin hos Robert Koch. Han var 1897-99 anställd av regeringen i Kapstaden som ledare för en vetenskaplig expedition i Sydafrika och 1900 på uppdrag av egyptiska regeringen för en dylik i Sudan. Efter återkomsten till Tyskland blev han avdelningsföreståndare vid ovannämnda institut. Han kallades 1907 till professor i hygien och bakteriologi vid universitetet i Bern och föreståndare för därvarande Institut zur Erforschung der Infektionskrankheiten och 1917 till direktor för Institut für experimentelle Therapie samt Georg Speyer-Haus i Frankfurt am Main. Han blev medlem av Reichsgesundheitsrat 1918. 
Kolle deltog med Richard Pfeiffer i dennes experimentella studier av immuniteten mot tarmtyfus. Dessa ledde bland annat till framställande av ympämne för profylaktisk ympning av människor mot denna sjukdom. Det kom till stor användning vid bekämpande av tarmtyfus i centralmakternas arméer under första världskriget. Det var sannolikt av denna anledning som sjukdomen visade så ringa frekvens i den tyska hären. 
Under vistelsen i Afrika utförde Kolle omfattande undersökningar över nötkreaturspest och sättet att effektivt bekämpa densamma. Immuniteten mot pest hos människa var också föremål för hans studier, och han visade bland annat, att genom ympning med levande avirulenta (icke giftiga) kulturer kraftigare immunitet erhålls än med dödade. På kemoterapins område nedlade han arbete på erhållande av nya verksamma salvarsanpreparat. 
Kolle gjorde sig även känd som läroboksförfattare. Tillsammans med August von Wassermann utgav han Handbuch der pathogenen Mikroorganismen (1903; andra upplagan 1913), den dittills största handboken (åtta band) i medicinsk bakteriologi, samt (tillsammans med Heinrich Hetsch) Die experimentelle Bakteriologie und die Infektionskrankheiten (sjätte upplagan 1922; översatt till franska, italienska och engelska).